# Mato Grosso do Sul kormányzója
Mato Grosso do Sul kormányzója (portugálul: Governador do Mato Grosso do Sul) a brazil Mato Grosso do Sul állam kormányfője, akit a kétfordulós többségi választási rendszer választ ki. Ha egy jelölt az első fordulóban az összes szavazat több mint 50%-át kapja, második forduló nélkül megválasztják.
Ha azonban egyik jelölt sem szerzi meg az abszolút többséget, akkor a szavazás második fordulójára kerül sor, ahol csak az első fordulóban legtöbb szavazatot kapott két jelölt vesz részt. A második forduló győztesét kormányzóvá választják. A terminus 4 évig tart, és a kormányzónak joga van újra jelentkezni, mandátumkorlátozás nélkül.
Az államot az 1977. október 11-én szankcionált 31. számú kiegészítő törvény hozta létre. Mato Grosso do Sul jelenlegi kormányzója Reinaldo Azambuja, akit 2014. október 26-án választottak meg, és 2015. január 1-jén tett esküt.
A közvetlen választáson kívül a kormányzói pozíció megszerezhető utódlással (például amikor egy alkormányzó átveszi a kormányzói pozíciót, vagy amikor a Törvényhozó Nemzetgyűlés elnöke veszi át a kormányt), közvetett választójoggal, vagy különleges módokon (például forradalmi mozgalmak által beiktatva).